# Memory of the World Register – Internationale organisationer
De første indtegnelser i UNESCOs Memory of the World Register blev foretaget i 1997. Programmet samler en fortegnelse over verdens dokumentariske verdensarv (manuskripter, mundtlige traditioner, audiovisuelle materialer samt biblioteks- og arkiv-materiale) for derved at udveksle viden om og få ressourcer til bevarelse, digitalisering og formidling af dokumentar-materialer. Indtil nu er 193 materialer eller materialesamlinger blevet indtegnet i registret, hvoraf 3 fra internationale organisationer.

## Internationale organisationer
| International organisation                              | Materiale                                                          | År indskrevet | Institution(er)                                           | Reference |
| ------------------------------------------------------- | ------------------------------------------------------------------ | ------------- | --------------------------------------------------------- | --------- |
| Den internationale Røde Kors Komité (ICRC)              | Arkiverne fra det internationale kontor for krigsfanger, 1914-1923 | 2007          | Internationale Røde Kors- og Røde Halvmåne-museum, Geneve | [ 4 ]     |
| Forende Nationers Kontor i Genève (UNOG)                | Folkeforbundets arkiver 1919-1946                                  | 2009          | Forende Nationers Kontor i Genève                         | [ 5 ]     |
| FN's hjælpeorganisation for Palæstinaflygtninge (UNRWA) | UNRWA's foto- og filmarkiver                                       | 2009          | UNRWA's informationskontor, Jerusalem                     | [ 6 ]     |

## Eksterne links
- Memory of the World Programme official website
- Memory of the World Register – International Organizations